# GGZ-Arena
GGZ Arena – stadion piłkarski w Zwickau, w Niemczech. Został otwarty 22 sierpnia 2016 roku. Może pomieścić 10 134 widzów. Swoje spotkania na stadionie rozgrywają piłkarze klubu FSV Zwickau.
Budowa stadionu rozpoczęła się 6 lutego 2015 roku. Obiekt wybudowano w dzielnicy Eckersbach we wschodniej części miasta, w miejscu wyburzonego blokowiska. Pierwotnie władze miasta planowały modernizację starego Westsachsenstadion, ale zbyt wysokie koszty skłoniły do podjęcia decyzji o budowie nowej areny w innej lokalizacji. Pierwszy mecz na nowym stadionie rozegrany został 22 sierpnia 2016 roku (FSV Zwickau – Hamburger SV 0:1). Stadion ma typowo piłkarski układ, z widownią ulokowaną tuż za liniami końcowymi boiska. Na widownię składają się cztery oddzielone od siebie (narożniki pozostają niezabudowane), zadaszone trybuny o łącznej pojemności 10 134 widzów. Trzy z nich oparte są na skarpach ziemnych, jedynie trybuna główna po stronie zachodniej jest konstrukcją żelbetową, połączoną z pawilonem biurowo-administracyjnym. Arena wyposażona jest w podgrzewaną murawę oraz sztuczne oświetlenie. Od 20 czerwca 2019 roku obiekt nazywa się GGZ Arena, wcześniej nosił nazwę Stadion Zwickau.